# Captain Flamingo
Captain Flamingo är en kanadensisk–filippinsk animerad TV-serie, som producerades av Atomic Cartoons, Breakthrough Films & Television, Heroic Film Company och Philippine Animation Studio Inc. från 2006 till 2010.

## Karaktärer

### Huvudkaraktärer
- Milo Powell/Captain Flamingo
- Lizbeth Zaragoza

## Avsnitt

### Säsong 1 (2006 - 2007)
1. The Flamingo Has Landed / Pancake Panic
2. Knot in My Backyard / Real to Me

### Säsong 2 (2007)
1. Monster Headache / Volunteers for Fears
2. Fun and Games / Adventures of Milo Sitting

### Säsong 3 (2008 - 2010)
1. The Gobbler Robbler / Saint Nick O' Time (Tvådelarsavsnitt)
2. CF: The Musical / Cliffhanger